# Vesneanska, raionul Mîkolaiiv, regiunea Mîkolaiiv
Vesneanska (în ucraineană Веснянська) este o comună în raionul Mîkolaiiv, regiunea Mîkolaiiv, Ucraina, formată numai din satul de reședință.

## Demografie
Componența lingvistică a comunei Vesneanska
     Ucraineană (83,57%)
     Rusă (15,06%)
     Alte limbi (0,94%)
Conform recensământului din 2001, majoritatea populației comunei Vesneanska era vorbitoare de ucraineană (83,57%), existând în minoritate și vorbitori de rusă (15,06%).